# Eternity (Freedom Call)
Eternity è il terzo album in studio della band tedesca Freedom Call pubblicato nel 2002 dalla Steamhammer.

## Tracce
1. Metal Invasion – 6:48
2. Flying High – 4:09
3. Ages of Power – 4:41
4. The Spell – 0:54
5. Bleeding Heart – 4:58
6. Warriors – 4:20
7. The Eyes of the World – 3:55
8. Flame in the Night – 4:57
9. Land of Light – 3:54
10. Island of Dreams – 4:16
11. Turn back Time – 5:04

## Formazione
- Chris Bay - voce, chitarra, tastiere
- Lars Rettkowitz - chitarra
- Ilker Ersin - basso
- Ramy Ali - batteria